# Jean Henri Lederlin
Pour les articles homonymes, voir Lederlin.
Jean Henri Lederlin est un philologue né à Strasbourg en 1672 et mort en 1737. En 1703, il est nommé professeur de langue grecque et hébraïque à l'université de Strasbourg. Il se distingue par des travaux sérieux, pleins d’érudition. Il est chanoine de Saint-Thomas en 1702.

## Œuvres
On lui doit surtout des éditions de textes d'auteurs antiques ou des XVIe siècle-XVIIe siècle, remarquables par leur correction et par l’excellence des remarques philologiques et autres qui les accompagnent : 
- Onomasticon de Julius Pollux, Amsterdam, 1706, 4 volumes in-folio : édition du texte grec et traduction en latin ;
- De Praecipuis graecae dictionis idiotismis libellus. Editio novissima, de François Viger, Strasbourg, T. lerse, 1708, in-8° ;
- De Regio Persarum principatu libri tres de Barnabé Brisson, Stasbourg, 1710, veuve de J. F. Spoor, in-8° ;
- Variae historiae, d’Élien, Strasbourg, J. R. Dulssecker, 1713, in-8°.

La bibliothèque de Strasbourg conservait des recueils manuscrits dus à Lederlin, dont Collectanea philologica, Adversaria et Hypomnemata ; ils ont été détruits lors des bombardements les 24 au 25 août 1870 de Strasbourg.